# Christine Streichert-Clivot

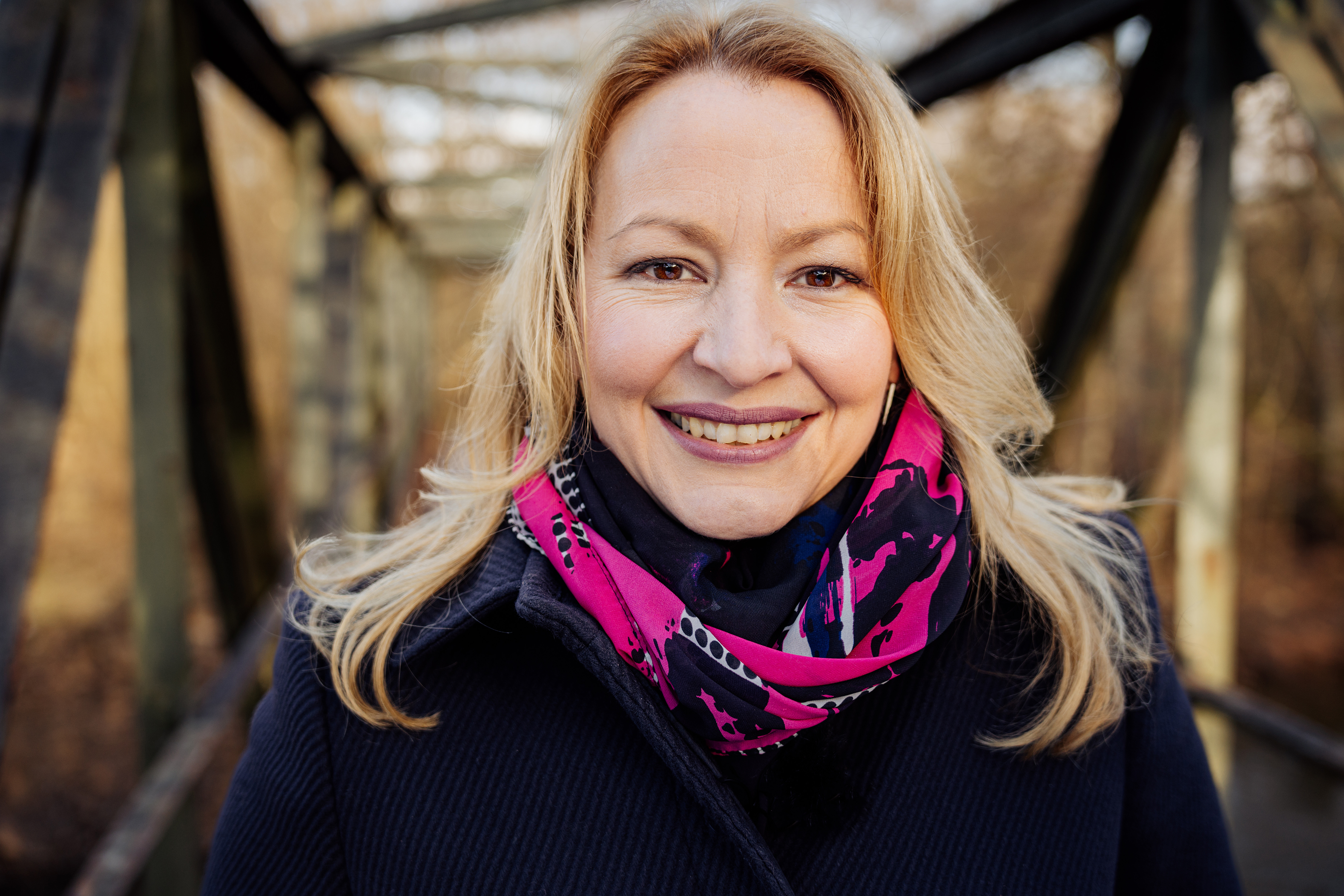
Christine Streichert-Clivot (2022)

Christine Streichert-Clivot (* 28. April 1980 in Saarbrücken) ist eine deutsche Politikerin der SPD. Sie ist seit 2019 saarländische Ministerin für Bildung und Kultur. Zuvor war sie von 2017 bis 2019 Staatssekretärin in diesem Ministerium. Seit 2022 ist sie zudem Abgeordnete im Landtag des Saarlandes.

## Leben
Nach dem Besuch der Gesamtschule des Saarpfalz-Kreises in Gersheim wechselte Streichert-Clivot 1996 an das Saarbrücker Willi-Graf-Gymnasium und legte dort 1999 ihr Abitur ab. Von 1999 bis 2006 studierte sie an der Universität Trier Politikwissenschaft, Soziologie und Volkswirtschaftslehre. 2006 war sie Projektleiterin beim DGB Saar und 2006/07 Geschäftsführerin beim Netzwerk für Demokratie und Courage Saar. Von 2006 bis 2009 war sie Angestellte der SPD Saar. An der Technischen Universität Kaiserslautern studierte sie im Fernstudium von 2008 bis 2011 Erwachsenenbildung.
Von 2009 bis 2019 war Streichert-Clivot Fraktionsvorsitzende der SPD-Gemeinderatsfraktion in Gersheim. 2010 wurde sie wissenschaftliche Referentin der SPD-Landtagsfraktion Saar. 2012 wurde sie Leiterin des Ministerbüros im Ministerium für Bildung und Kultur. 2014 wurde sie dort Leiterin der Abteilung „Bildungspolitische Grundsatz- und Querschnittsangelegenheiten“. Nach den Landtagswahlen im Saarland wurde sie im Mai 2017 Staatssekretärin im saarländischen Bildungsministerium. Seit 2021 ist Streichert-Clivot Co-Vorsitzende des SPD-Kreisverbandes Saarpfalz, neben Esra Limbacher.
Ab dem 18. September 2019 war Streichert-Clivot Bildungs- und Kulturministerin des Saarlandes im Kabinett Hans. Seit dem 26. April 2022 übt sie dieses Amt im Kabinett Rehlinger aus. Im Jahr 2024 war sie Präsidentin der Kultusministerkonferenz.
Bei der Landtagswahl im Saarland 2022 wurde sie erstmals in den saarländischen Landtag gewählt.
Sie ist mit dem Bürgermeister von Gersheim, Michael Clivot, verheiratet und hat zwei Kinder. Sie ist katholisch.